# Nanohyla petrigena
Nanohyla petrigena es una especie  de anfibio anuro de la familia Microhylidae. Es una rana endémica del norte y centro de Borneo, donde se ha encontrado en zonas de Malasia, Brunéi e Indonesia, y de la isla Tawi-Tawi en el archipiélago de Sulu, Filipinas. Habita entre la hojarasca de selvas tropicales primarias por debajo de los 700 metros de altitud. Se reproduce en charcas temporales en zonas rocosas junto a arroyos o ríos. Aunque no se considera en peligro de extinción, la deforestación de las selvas en las que vive y la expansión de la agricultura es una grave amenaza a su conservación.